# Marko Doranić
Marko Doranić (Gubaševo, Veliko Trgovišće, 22. studenog 1901. – Zagreb, 21. travnja 1971.), hrvatski nogometaš, odbornik HAŠK-a i diplomirani pravnik. 
Rođen je kao Egon Wasserlauf, a 1926. godine se pokrštava i mijenja ime u Marko Doranić.

## Igračka karijera
Nogomet počinje igrati 1917. godine u raznim momčadima za pomoć “Crvenom križu“. Za HAŠK igra od 1919. godine kao junior, a član prve momčadi i standardni igrač postaje 1920. godine. Na poziciji desnog braniča igra od 1921. godine kada je s HAŠK-om dva puta za redom osvojio naslov prvaka Zagreba (1920./21. i 1921./22.), te pokal Jugoslavenskog nogometnog saveza 1923. godine. Bio je osrednjeg rasta, tehničar, te vrhunski uigran s preciznim dodavanjima. Na državnom prvenstvu 1927. godine nastupa pod novim imenom (u zapisnicima se spominje kao Wasserlauf, a u zagradama piše Doranić). Zadnji nastup imao je 4. srpnja 1927. godine (HAŠK - BSK 4:3).

## Pravnik
Diplomirao je na Pravnom fakultetu u Zagrebu 1933. godine. Kao sudac radio je od 1937. godine u Zagrebu, a nakon drugog svjetskog rata kratko vrijeme u Pisarovini. 1948. godine bio je predsjednik vijeća u Sisku.

## Nogometni djelatnik
Na jesen 1933. godine ulazi u Upravni odbor HAŠK-a kao odbornik, član vodstva nogometne sekcije. Član “Akademskog zbora“ postaje 1938. godine. Stalni djelatnik Upravnog odbora HAŠK-a, te po potrebi pročelnik nogometne sekcije ili njezin član, je od 1942. do 1945. godine. Bio je stalan i bliski suradnik Ice Hitreca.